# Oeneis masuiana
Oeneis masuiana är en fjärilsart som beskrevs av Matsumura 1919. Oeneis masuiana ingår i släktet Oeneis och familjen praktfjärilar. Inga underarter finns listade i Catalogue of Life.